# سليتاز
سليتاز جنو/لينكس أو سليتاز اختصارًا (بالإنجليزية: SliTaz GNU/Linux)‏ ، هيَ توزيعة لينكس خفيفة لأجهزة سطح المكتب. ظهرت على يد كريستوف لينكولن في عام 2006. تُعرف بتركيزها على الحجم الصغير وَكفاءة استخدام الموارد. يجعل هذا التركيز من سليتاز خيارًا جذابًا لأجهزة الكمبيوتر القديمة أو الأنظمة ذات الذاكرة المحدودة، حيث قد تواجه بعض التوزيعات الأخرى صعوبة في العمل. يمكن أن يكون حجم النظام صغيرًا يصلُ إلى حوالي 40 ميغابايت، مما يسمح له بالإقلاع في أقل من 10 ثوانٍ على الأجهزة الحديثة وربما العمل بالكامل في الذاكرة. ومع ذلك، يأتي هذا الحجم الصغير مع بعض التنازلات. تتضمن سليتاز بشكل افتراضي مجموعة أساسية من الأدوات والتطبيقات، وقد يحتاج المستخدمون إلى تثبيت حزم برامج إضافية لتلبية احتياجاتهم الخاصة.

## إصدارتها
كانت تصدر على شكلِ نسختين من الإصدارات: الإصدار المستقر وإصدار الطهي (بالإنجليزية: Cooking Release)‏. غيرَ أن جمعية سليتاز قررت الإعتماد بداية من النسخة 4.0 على نسخة الترقيات المستمرة (بالإنجليزية: rolling release)‏.
| النسخة  | تاريخ الإصدار | الاستقرار               |
| ------- | ------------- | ----------------------- |
| 1.0     | 23 مارس 2008  | النسخة المستقرة         |
| 2.0     | 16 أبريل 2009 | النسخة المستقرة         |
| 3.0     | 28 مارس 2010  | النسخة المستقرة         |
| 4.0     | 10 أبريل 2012 | النسخة المستقرة الحالية |
| 5.0 RC1 | 2 مايو 2014   | النسخة المرشحة          |
| 5.0 RC2 | 19 مايو 2014  | النسخة المرشحة          |
| 5.0 RC3 | 20 مايو 2015  | النسخة المرشحة          |
| 5.0     | 5 نوفمبر 2017 | نسخة الترقيات مستمرة    |

## أنظر أيضًا
- توزيعة لينكس
- فلكس بونتو
- بوبي لينكس
- تايني كور لينكس
- أوبونتو
- لينكس مينت

## المعرض

لقطات شاشة بيئة سطح المكتب لكل نُسَخ توزيعة سليتاز.
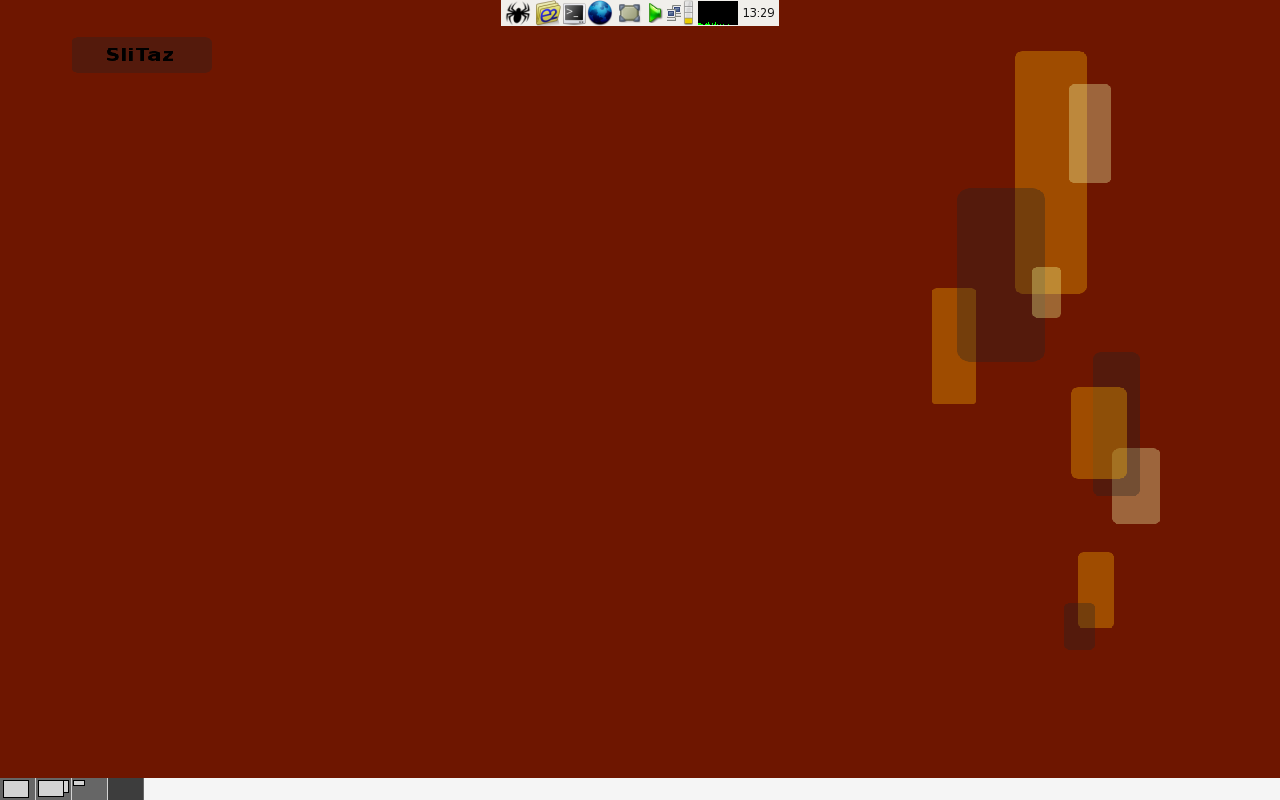
النسخة المستقرة 1.0
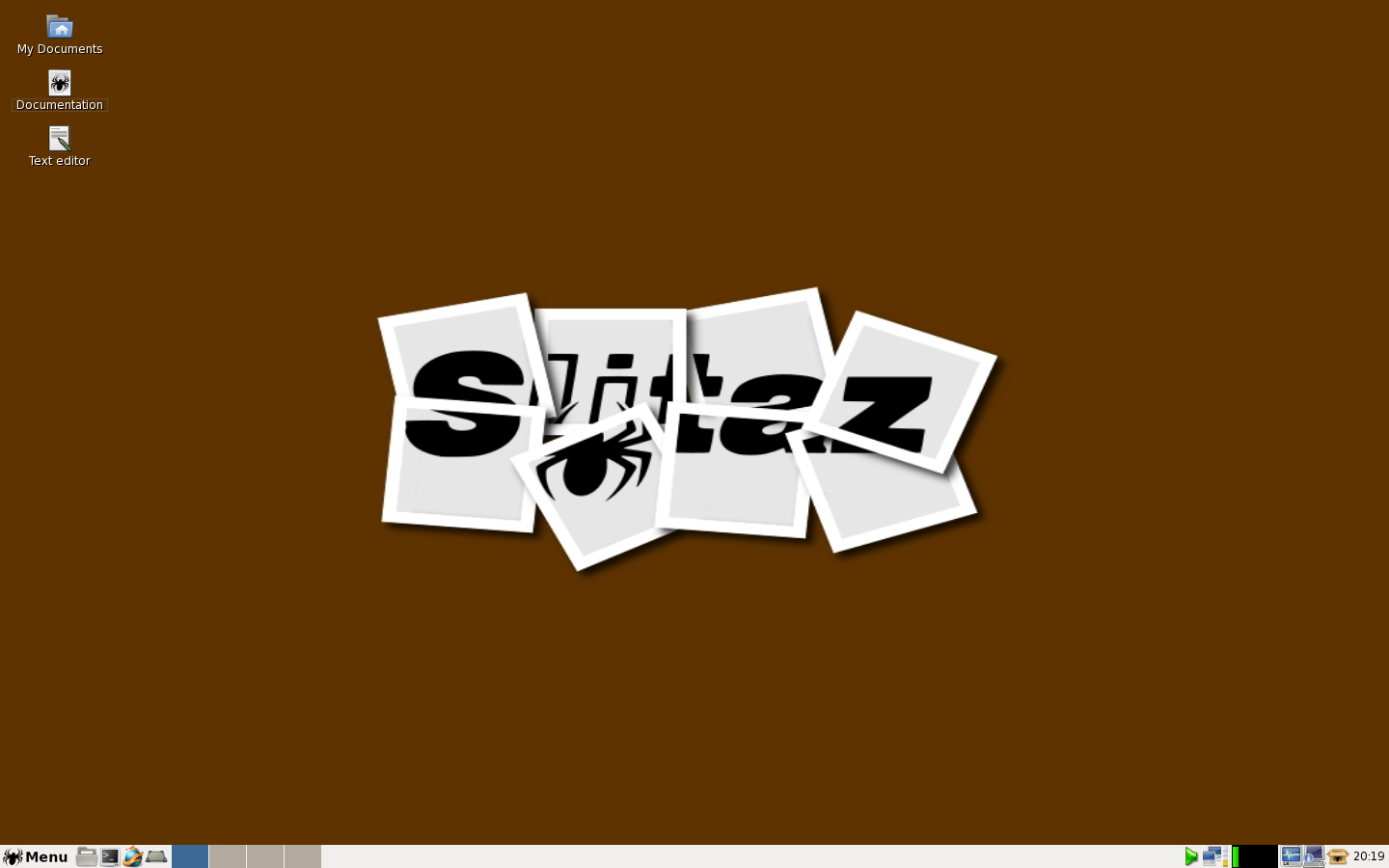
النسخة المستقرة 2.0
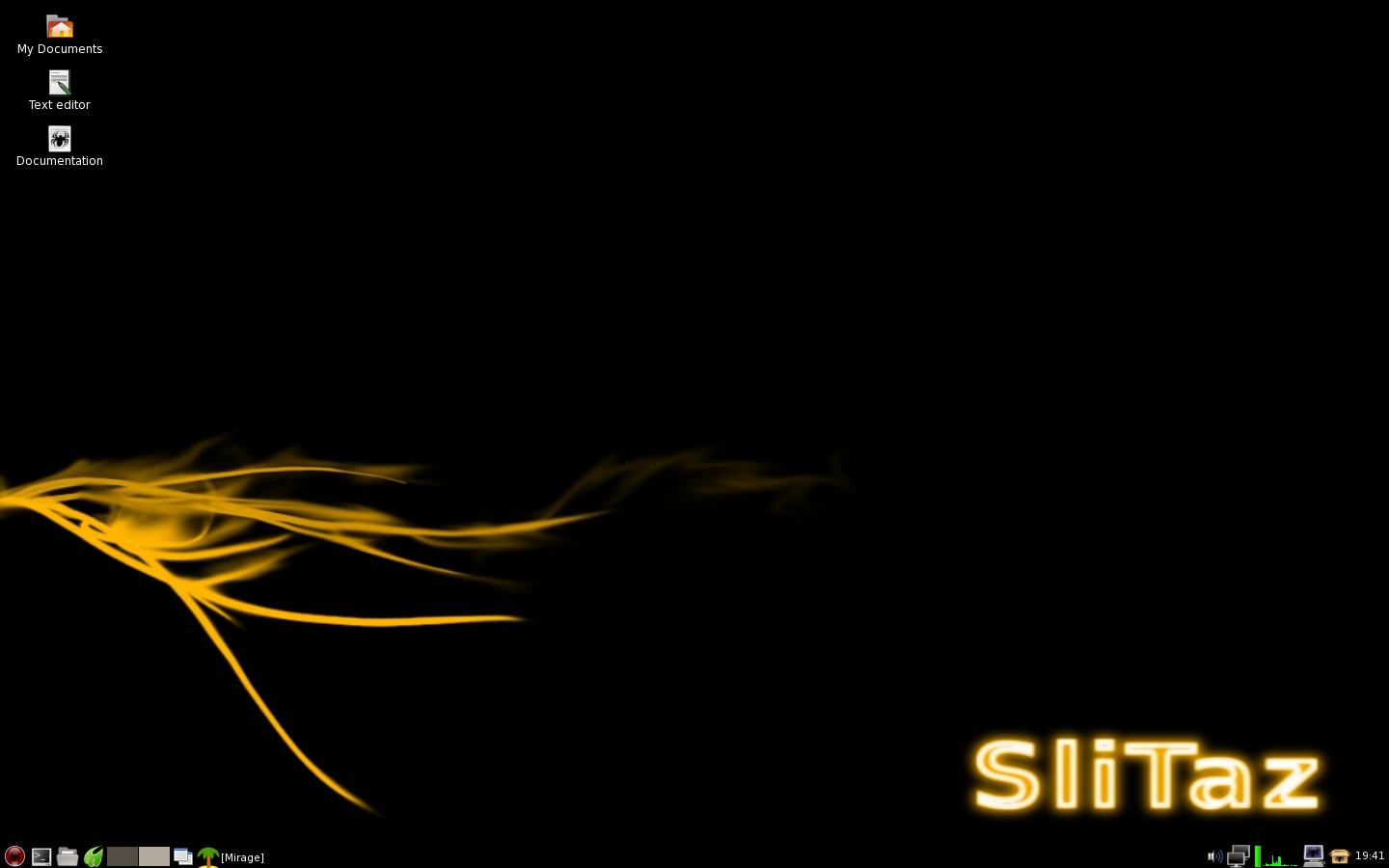
النسخة المستقرة 3.0
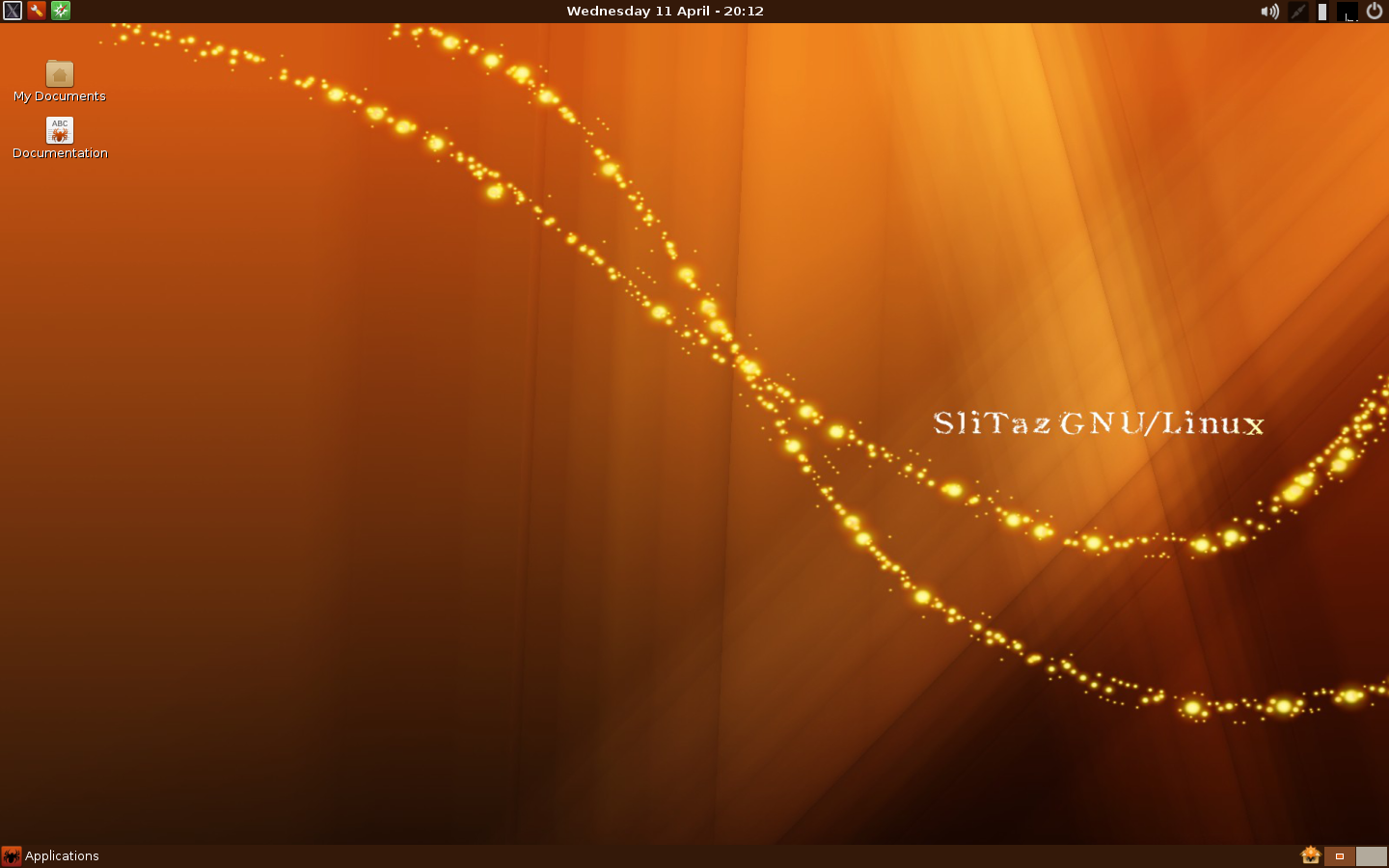
النسخة المستقرة 4.0
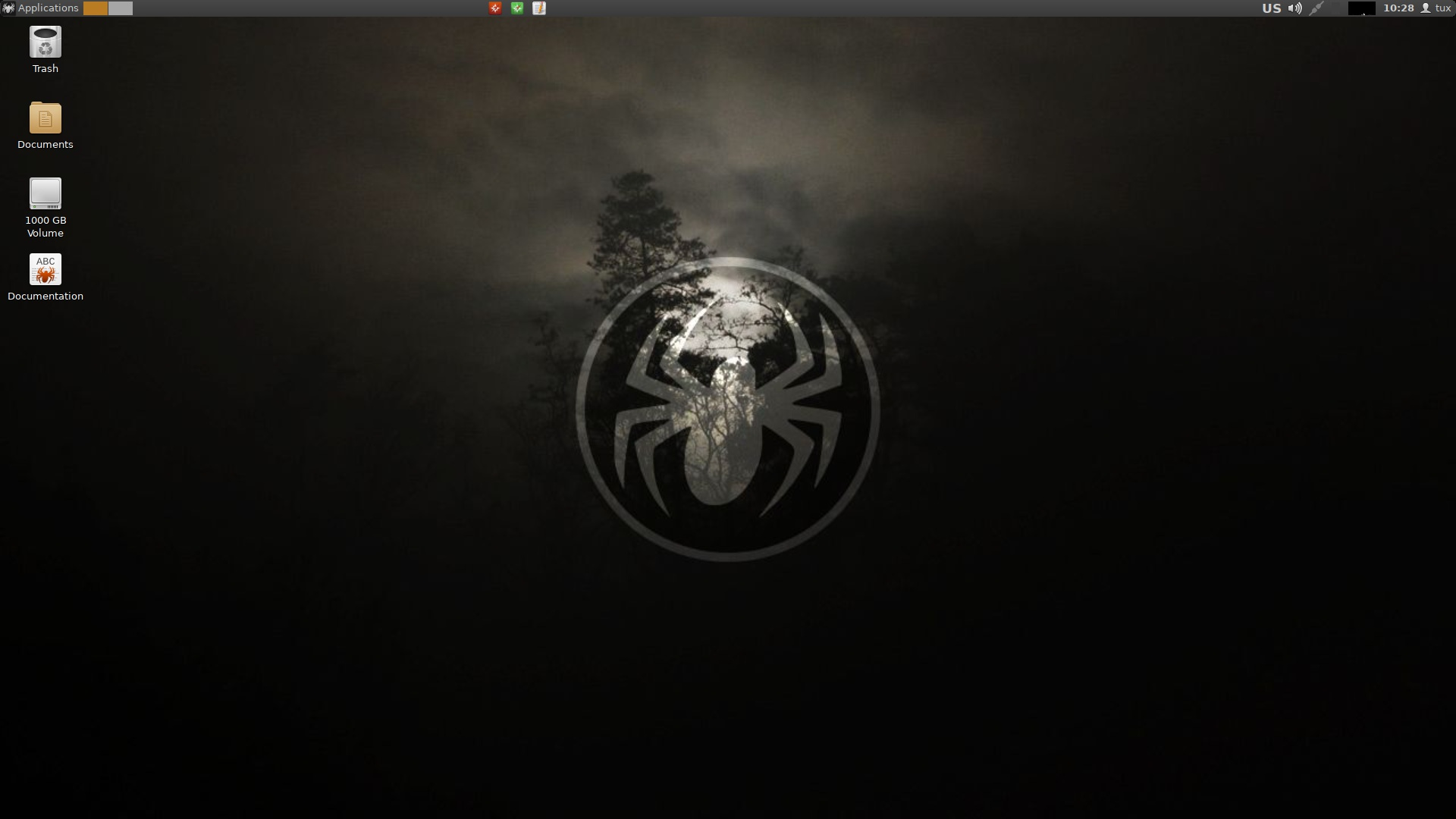
نسخة الترقيات المستمرة 5.0

## وصلات خارجية
- الموقع الرسمي لتوزيعة سليتاز (بالإنجليزية).